# Sebastes exsul
Sebastes exsul är en fiskart som beskrevs av Chen, 1971. Sebastes exsul ingår i släktet Sebastes och familjen kungsfiskar. Inga underarter finns listade i Catalogue of Life.